# Hugues de Dammartin
Hugues de Dammartin, comte de Dammartin, est mort en 1103. Il est le fils de Manassès de Dammartin (-1037), comte de Dammartin, et de Constance.

## Biographie
Il épouse Rohese, sœur d'Ascelin, seigneur de Bulles, avec qui il a au moins quatre enfants, :
- Pierre de Dammartin, qui succède à son père comme comte de Dammartin ;
- Basilie de Dammartin, citée dans une charte de 1081 ;
- Adèle de Dammartin, qui épouse en premières noces Aubry Ier de Mello, dit Payen, d'où un enfant ; puis en secondes noces Lancelin II de Beauvais, d'où onze enfants ;
- Hadvide (ou Eustachie) de Dammartin, qui épouse Guy Ier de Possesse, seigneur de Possesse et de Tournan.